# Osman Medeiros
Osman Medeiros (ur. ?, zm. ?) – brazylijski piłkarz grający na pozycji napastnika.

## Kariera klubowa
Osman występował w 1912 roku w klubie America Rio de Janeiro. Z Américą zdobył mistrzostwo stanu Rio de Janeiro – Campeonato Carioca w 1913 roku.

## Kariera reprezentacyjna
W reprezentacji Brazylii Osman zadebiutował 21 lipca 1914 w wygranym 2-0 meczu z angielskim klubem Exeter City. W 30 min. strzelił bramkę ustalając wynik meczu. Był to pierwszy w historii mecz oficjalnej reprezentacji Brazylii. Był to jedyny jego występ w reprezentacji.